# Mitsukejima
Mitsukejima (見附島?) es un pequeño islote deshabitado en Suzu, prefectura de Ishikawa, Japón. Debido a su forma, es también conocida como Gunkanjima (軍艦島?   que significa "isla de El acorazado").
De acuerdo con la tradición histórica, la isla recibió el nombre de "Mitsukejima" por el monje, erudito y artista, Kūkai, quien fue el primero en descubrir la isla durante el viaje desde la isla de Sado, Niigata.
Mitsukejima es una isla de 150 metros de largo aproximadamente, por 50 metros de ancho y sobresale 30 metros sobre el nivel del mar. Se compone de tierra de diatomeas, las materias primas para hacer shichirin, una estufa de barro para cocinar, portátil, que es un producto especial de Suzu. Mitsukejima se conoce como un punto panorámico del Parque Cuasi-Nacional de Noto Hantō, y esta isla es un atractivo para el turismo.